# Philipp Erwein von Schönborn
Philipp Erwein von Schönborn zu Freienfels-Eschbach (* 1607; † 4. November 1668) war der Sohn von Georg von Schönborn († 1613), 1605 Amtmann (vicecomes) der protestantischen Grafschaft Wied-Runkel, und von Maria Barbara von der Leyen.
Er gilt als Begründer des wirtschaftlichen Erfolges der Grafen von Schönborn.
Sein Bruder war der Mainzer Erzbischof Johann Philipp von Schönborn, dieser setzte ihn als kurmainzischen Oberamtmann zu Steinheim, zum Erbschenken des Erzstifts Mainz und zum Erbtruchsessen des Hochstifts Würzburg ein. Kaiser Leopold I. gewährte ihm und allen seinen Nachkommen den Titel des edlen Panierherren und ernannte ihn zum Reichsfreien. Gleichzeitig wurden ihm das große Palatinat und ausgedehnte Vorrechte verliehen. Dazu führte er auch die Titel des Reichshofrates und des kurmainzischen Geheimen Rates.
1650 erwarb er den Ort Gaibach einschließlich Schloss Gaibach und dem Patronatrecht über die dortige Pfarrkirche. 1657 besaß er in Mainz das Haus zum Stein.

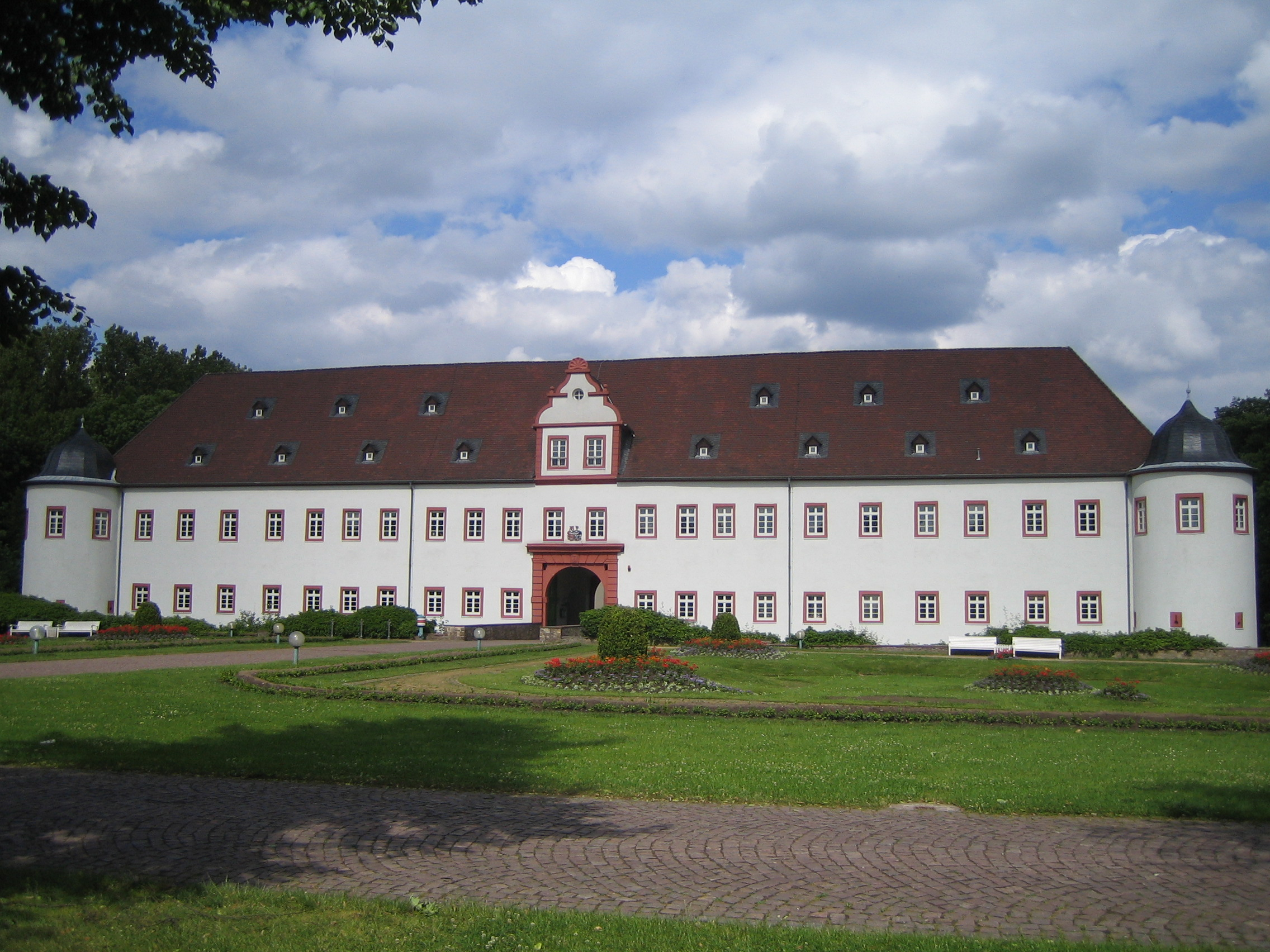
Schloss Schönborn in Heusenstamm

Bis in das Jahr 1662 war er Burggraf auf der Burg Frauenstein. Am 30. August 1661 erhielt Philipp Erwein die Lehnsurkunde über Halsgericht und Blutbann in Heusenstamm von Kaiser Leopold. Dort baute er vor die Wasserburg der ehemaligen Herren von Heusenstamm in den Jahren 1663 bis 1668 das Schloss Schönborn. Durch Erbschaft, Kauf und Lehen erwarb er zudem Ländereien und Güter beiderseits des Rheins, am Main, im Taunus und der Wetterau.
Er war seit 1635 mit Maria Ursula, geb. Greiffenclau-Vollraths verheiratet. Einer seiner 12 aus dieser Ehe hervorgegangenen Kinder war der spätere Mainzer Erzbischof Lothar Franz von Schönborn. Ein anderer Sohn war Melchior Friedrich Graf von Schönborn-Buchheim. Nachfolger von Philipp Erwein wurde der zum Zeitpunkt seines Todes erst 14-jährige Sohn Johann Erwein. Sein Grabmal in der Pfarrkirche von Geisenheim wurde wahrscheinlich von Mathias Rauchmiller geschaffen.